# 豐存芳
豐存芳（?—?），字公茂。庆元府鄞县人。南宋政治人物。
豐稷之孫。曾任太平州副職（太平州倅）。宋端宗景炎初年，有蒙古兵攻至，知州孟知縉欲降，存芳極力勸阻，知縉不聽。後孟知縉竟引蒙古兵屠其全家，豐存芳不屈而死。同死者有十八人。